# Talking in Your Sleep
«Talking in Your Sleep» (англ.  Разговаривая во сне) — песня американской рок-группы The Romantics, ставшая их крупнейшим хитом. Вышла на их 4-м альбоме In Heat (1983).
Песня достигла № 1 в Канаде, № 3 в американском хит-параде Billboard Hot 100 в начале 1984 (продержавшись три недели на третьем месте и 21 неделю в сотне лучших) и стала № 1 в чарте Hot Dance Club Play.
Песня вошла в итоговые годовые хит-парады лучших синглов 1984 года по версии журналов Rolling Stone (№ 35 в Best Singles of 1984) и Billboard (№ 19 в Billboard Year End 1984).
Канадский певец The Weeknd частично использовал её припев как сэмплы в своей песне «Secrets» с его альбома 2016 года Starboy.

## Коммерческий успех
Сингл стал успешным в США и Канаде (видеоклип широко прокручивался на канале MTV), но не был замечен в Великобритании.
Песня достигла № 3 — и продержалась там три недели — в Billboard Hot 100 в начале 1984 года. Она также заняла № 1 в чарте Dance/Disco Top 80, а также попала на № 2 в чарте Billboard Album Rock Tracks.
В Австралии «Talking in Your Sleep» поднялся до № 14 в австралийском чарте синглов Australian Singles Chart (Kent Music Report).
Песня в дальнейшем выходила на нескольких десятках альбомах и сборниках.

## Чарты
| Чарт (1983—1984)                   | Высшая позиция |
| ---------------------------------- | -------------- |
| Австралия (Kent Music Report)      | 14             |
| Бельгия/Фландрия (Ultratop 50)     | 19             |
| Бельгия (VRT Top 30 Flanders)      | 17             |
| Канада (RPM Top Singles)           | 1              |
| Канада (CHUM)                      | 1              |
| Франция (IFOP)                     | 30             |
| Германия (GfK)                     | 18             |
| Нидерланды (Dutch Top 40)          | 20             |
| Нидерланды (Single Top 100)        | 24             |
| Новая Зеландия (Recorded Music NZ) | 20             |
| Парагвай (UPI)                     | 3              |
| ЮАР (Springbok Radio)              | 15             |
| Швеция (Sverigetopplistan)         | 5              |
| Швейцария (Schweizer Hitparade)    | 20             |
| Уругвай (UPI)                      | 9              |
| США (Billboard Hot 100)            | 3              |
| США Cash Box Top 100               | 4              |
| США Dance/Disco Top 80 (Billboard) | 1              |
| США Top Rock Tracks (BBillboard)   | 2              |

| Чарт (2023)                                  | Высшая позиция |
| -------------------------------------------- | -------------- |
| США Hot Rock & Alternative Songs (Billboard) | 24             |

| Чарт (1984)                        | Позиция |
| ---------------------------------- | ------- |
| Канада (RPM Top Singles)           | 19      |
| США Billboard Hot 100              | 19      |
| США Cash Box Top 100               | 34      |
| США Dance/Disco Top 80 (Billboard) | 16      |

## Версия Bucks Fizz
Сингл группы The Romantics не имел успеха в Соединённом Королевстве, но в августе 1984 года песня стала известной, когда поп-группа Bucks Fizz сделала на неё кавер. Эта версия достигла № 15 в чарте UK Singles Chart. Она была спродюсирована Энди Хиллом и вошла в их четвёртый альбом I Hear Talk. Этот сингл стал первым для группы за девять месяцев и стал их самым большим хитом со времён «When We Were Young», вышедшего годом ранее. Он также был выпущен ограниченным тиражом в виде мини-альбома EP, который включал концертные треки «Twentieth Century Hero» и кавер-версию песни Криса де Бурга «Don’t Pay the Ferryman». Би-сайд «Don’t Think You’re Fooling Me» был написан и спродюсирован участником группы Бобби Джи.

### Еженедельные чарты
| Чарт (1984)                     | Высшая позиция |
| ------------------------------- | -------------- |
| Ирландия (IRMA)                 | 14             |
| Великобритания (OCC UK Singles) | 15             |